# 法肯堡城堡

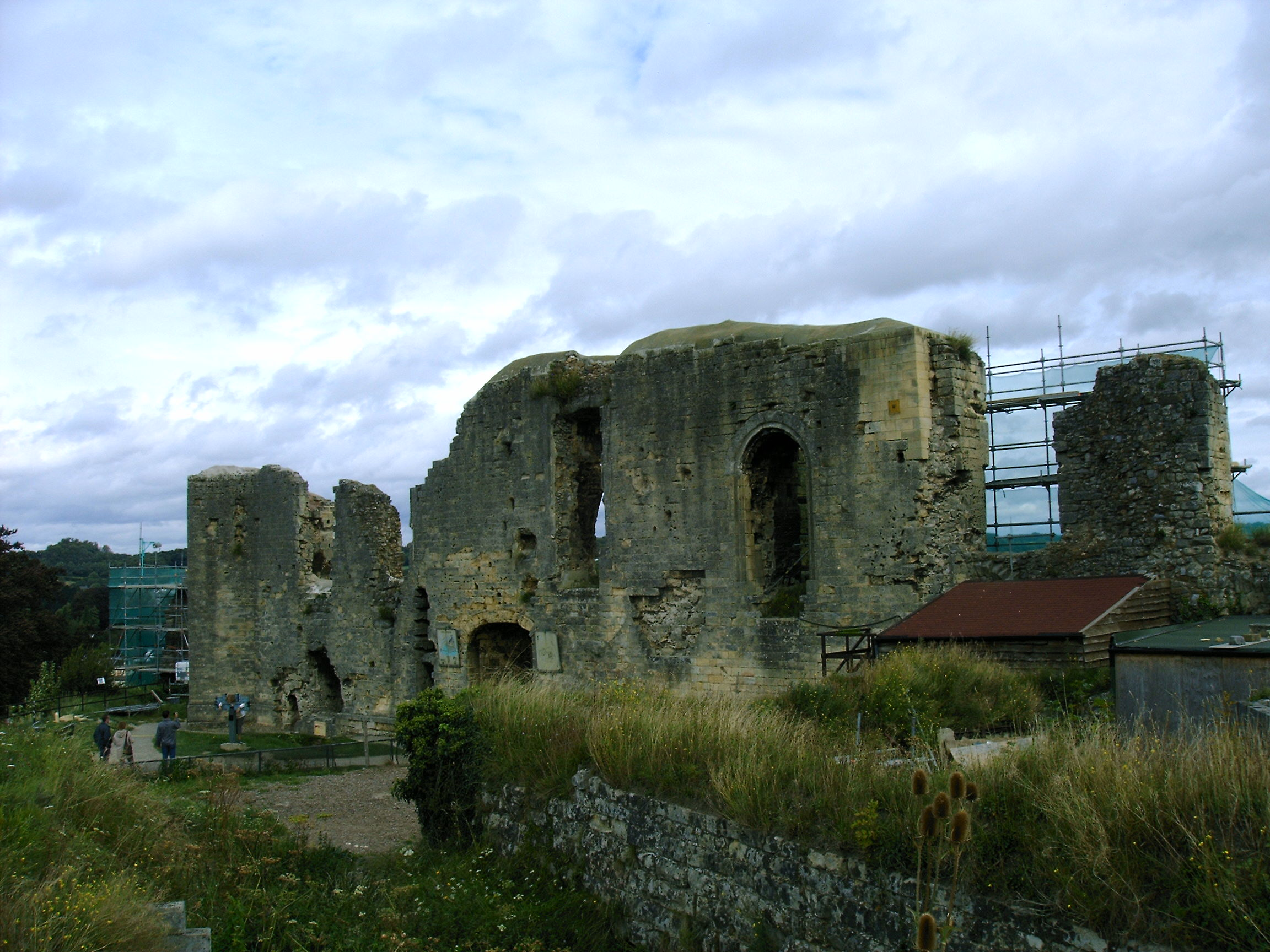
法肯堡城堡

法肯堡城堡（Valkenburg Castle）是荷蘭城市法肯堡的一座城堡遺跡。這座城堡也是荷蘭唯一修建在山上的城堡。法肯堡城堡始建於1115年，現在的城堡是14世紀城堡的遺跡。在荷蘭-西班牙戰爭中，該城堡嚴重受損。

## 外部連結
- Mot's Castle page of castles in the Netherlands